# أريفشات (أرارات)
مدينة أريفشات (بالأرمينية:Արեւշատ) (بالإنجليزية: Arevshat)‏ هي إحدى المدن التابعة لمقاطعة أرارات في أرمينيا. يقدر عدد سكانها بـ 2371 نسمة حسب الإحصاء الذي جرى عام 2011.